# Dorothea Mackellar
Isobel Marion Dorothea Mackellar, OBE (Sídney, 1 de julio de 1885-Ib., 14 de enero de 1968) fue una poetisa y escritora de ficción australiana. Su poema «My Country» es muy conocido en Australia, especialmente su segunda estrofa, que comienza así: «Amo un país quemado por el sol / Una tierra de extensas llanuras, / De cordilleras desgarradas, / De sequías y lluvias torrenciales».

## Obras literarias
Aunque creció en el seno de una familia urbana profesional, la poesía de Mackellar suele considerarse la quintaesencia de la poesía silvestre, inspirada en su experiencia en las granjas de sus hermanos cerca de Gunnedah, en el noroeste de Nueva Gales del Sur. Su poema más conocido es «My Country» (Mi País), escrito a los 19 años, cuando añoraba Inglaterra, y publicado por primera vez en el London Spectator en 1908 con el título «Core of My Heart» (El núcleo de mi corazón): la segunda estrofa de este poema es una de las más conocidas en Australia. Se publicaron cuatro volúmenes de su colección de versos: The Closed Door (publicado en 1911, contenía la primera aparición de My Country); The Witch Maid, and Other Verses (1914); Dreamharbour (1923); y Fancy Dress (1926). Además de escribir poemas, Mackellar también escribió novelas, una por sí misma, Outlaw's Luck (1913), y al menos dos en colaboración con su amiga de la infancia Ruth Bedford. Se trata de The Little Blue Devil (1912) y Two's Company (1914). Según Dale Spender, poco se ha escrito o se sabe aún sobre las circunstancias de esta colaboración.

## Distinciones

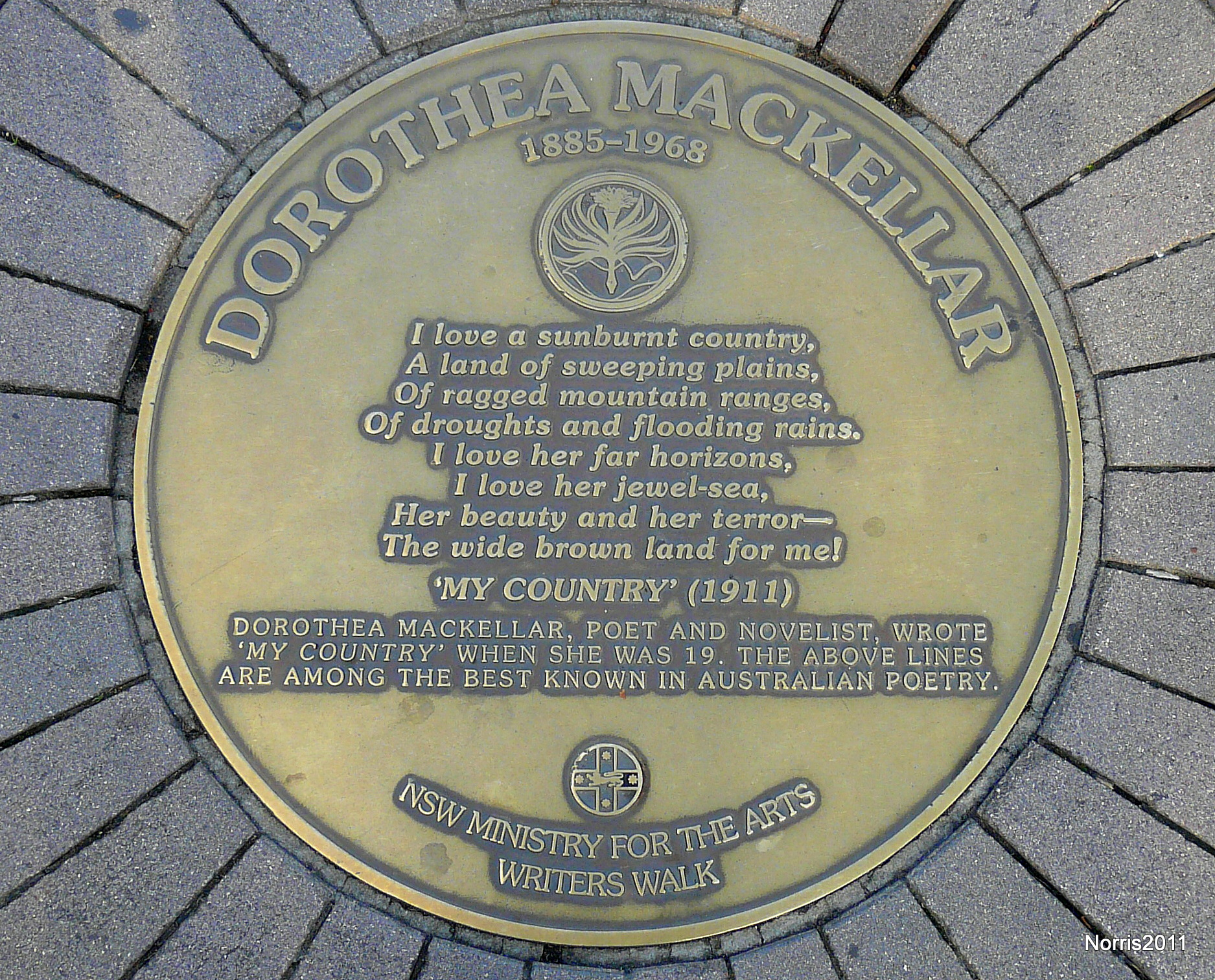
Placa a Dorothea Mackellar instalada en 1991 en el Sydney Writers Walk

En las condecoraciones de año nuevo de 1968, Mackellar fue nombrada Oficial de la Orden del Imperio Británico por su contribución a la literatura australiana. Murió dos semanas más tarde en Paddington, Nueva Gales del Sur, a consecuencia de una caída. Está enterrada con su padre y su familia en el cementerio de Waverley, con vistas al océano abierto. En el funeral se leyó su poema favorito, Colour.